# Kalama (Washington)
Kalama je grad u američkoj saveznoj državi Washington. Prema popisu stanovništva iz 2010. u njemu je živjelo 2.344 stanovnika.